# Třetí vláda Andruse Ansipa
Třetí vláda Andruse Ansipa byla mezi 4. dubnem 2011 až  26. březnem 2014 vládou Estonské republiky. Tvořili ji zástupci liberální strany Reformierakond a konzervativní IRL. Kabinet vznikl po volbách, které se konaly 6. března 2011.

## Složení vlády
| Funkce                                | Jméno               | Strana | Strana         | Nástup do úřadu   | Odchod z úradu    |
| ------------------------------------- | ------------------- | ------ | -------------- | ----------------- | ----------------- |
| Premiér                               | Andrus Ansip        |        | Reformierakond | 6. dubna 2011     | 26. března 2014   |
| Ministr školství a výzkumu            | Jaak Aaviksoo       |        | IRL            | 6. dubna 2011     | 26. března 2014   |
| Ministr spravedlnosti                 | Kristen Michal      |        | Reformierakond | 6. dubna 2011     | 11. prosince 2013 |
| Ministr spravedlnosti                 | Hanno Pevkur        |        | Reformierakond | 11. prosince 2013 | 26. března 2014   |
| Ministr obrany                        | Mart Laar           |        | IRL            | 6. dubna 2011     | 11. května 2012   |
| Ministr obrany                        | Urmas Reinsalu      |        | IRL            | 11. května 2012   | 26. března 2014   |
| Ministr životního prostředí           | Keit Pentus         |        | Reformierakond | 6. dubna 2011     | 26. března 2014   |
| Ministr kultury                       | Rein Lang           |        | Reformierakond | 6. dubna 2011     | 4. prosince 2013  |
| Ministr kultury                       | Urve Tiidus         |        | Reformierakond | 4. prosince 2013  | 26. března 2014   |
| Ministr hospodářství a infrastruktury | Juhan Parts         |        | IRL            | 6. dubna 2011     | 26. března 2014   |
| Ministr financí                       | Jürgen Ligi         |        | Reformierakond | 6. dubna 2011     | 26. března 2014   |
| Ministr pro regiony                   | Siim-Valmar Kiisler |        | IRL            | 6. dubna 2011     | 26. března 2014   |
| Ministr vnitra                        | Ken-Marti Vaher     |        | IRL            | 6. dubna 2011     | 26. března 2014   |
| Ministr sociálních věcí               | Hanno Pevkur        |        | Reformierakond | 6. dubna 2011     | 10. prosince 2012 |
| Ministr sociálních věcí               | Taavi Rõivas        |        | Reformierakond | 11. prosince 2012 | 26. března 2014   |
| Ministr zahraničních věcí             | Urmas Paet          |        | Reformierakond | 6. dubna 2011     | 26. března 2014   |
| Ministr zemědělství                   | Helir-Valdor Seeder |        | IRL            | 6. dubna 2011     | 26. března 2014   |